# Arquidiócesis de Cartago
La arquidiócesis de Cartago (en latín: Archidioecesis Carthaginen(sis)) fue una circunscripción eclesiástica latina de la Iglesia católica, sede metropolitana primacial de las diócesis ubicadas en la provincia romana de África, en lo que hoy es Túnez. Fue suprimida en 1964 y convertida en arquidiócesis titular.

## Historia

### Antigua sede de Cartago

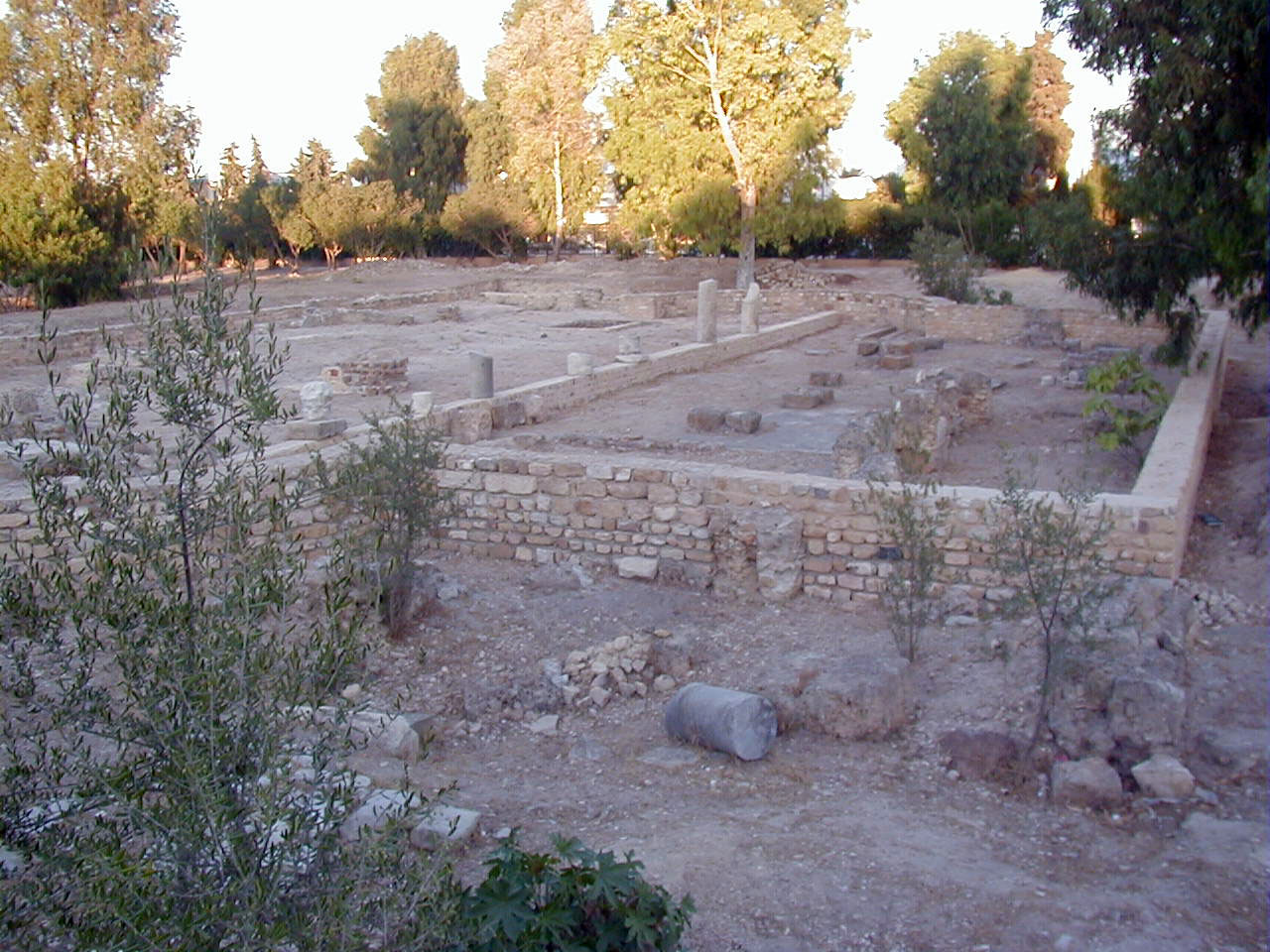
Barrio paleocristiano en la antigua Cartago

Tras la destrucción de la primitiva Cartago en 146 a. C., la importancia temporal de la ciudad fue restaurada por Julio César y por Augusto, quien fue el primer emperador romano. Cuando el cristianismo se estableció firmemente alrededor de la provincia romana de África Proconsular, Cartago se convirtió en su sede eclesiástica natural. La diócesis de Cartago fue erigida a finales del siglo II. Durante ese período uno de los más grandes escritores cristianos, Tertuliano (hacia 155-240), vivió en Cartago. 

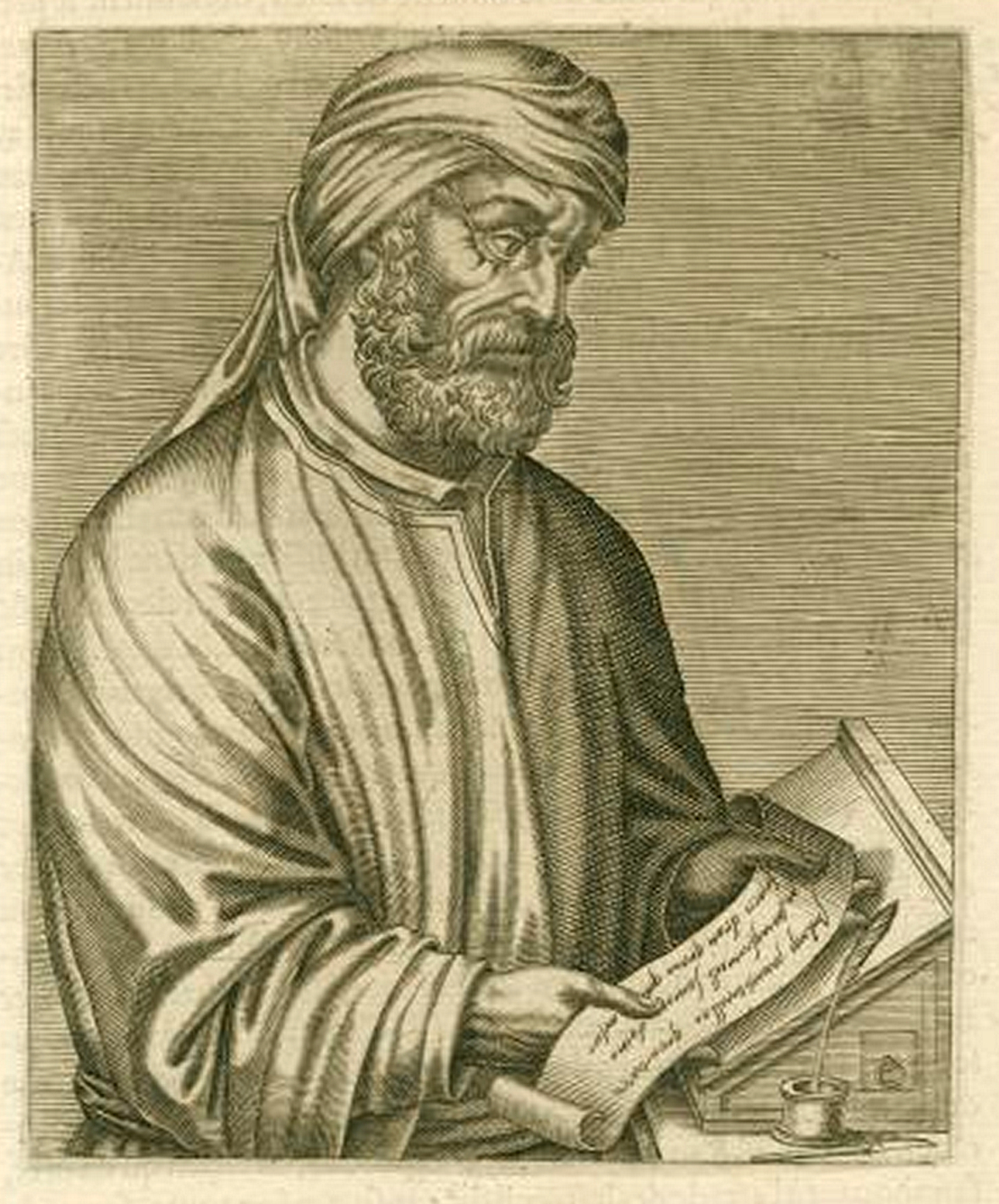
Tertuliano (c. 155-240)

En las tradiciones cristianas, algunos relatos dan como primer obispo de Cartago a Crescente, ordenado por san Pedro en un supuesto viaje a Cartago a mediados del siglo I, o a Esperato, uno de los mártires de Scillium. Epeneto de Cartago se encuentra en las listas de Pseudo-Doroteo y Pseudo-Hipólito de los Setenta Discípulos. El relato del martirio de santa Perpetua y sus compañeros en 203 menciona a un Optato que generalmente se considera que fue obispo de Cartago, pero que en cambio pudo haber sido obispo de Thuburbo Minus. 
El primer obispo de Cartago documentado históricamente es Agripino, quien probablemente no lo fue antes de los años 230. También históricamente seguro es Donato, el predecesor inmediato de Cipriano (249-258).

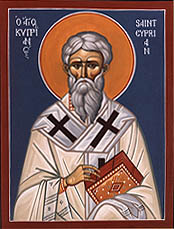
San Cipriano de Cartago

En el siglo III hubo un importante florecimiento de mártires, entre los que destacan las figuras de las santas Perpetua y Felicidad y sus compañeros (muertos hacia 203) y de san Cipriano (hacia 200-258). Tanto Tertuliano como Cipriano son considerados padres de la Iglesia latina. Tertuliano, un teólogo de ascendencia parcialmente bereber, fue fundamental en el desarrollo de la teología trinitaria y fue el primero en aplicar el idioma latino de manera extensa en sus escritos teológicos. Como tal, Tertuliano ha sido llamado "el padre del cristianismo latino" y "el fundador de la teología occidental". Más de ochenta obispos, algunos de regiones fronterizas lejanas de Numidia, asistieron al Concilio de Cartago (256). En el Concilio de Cartago (397) se confirmó el canon bíblico de la Iglesia occidental.

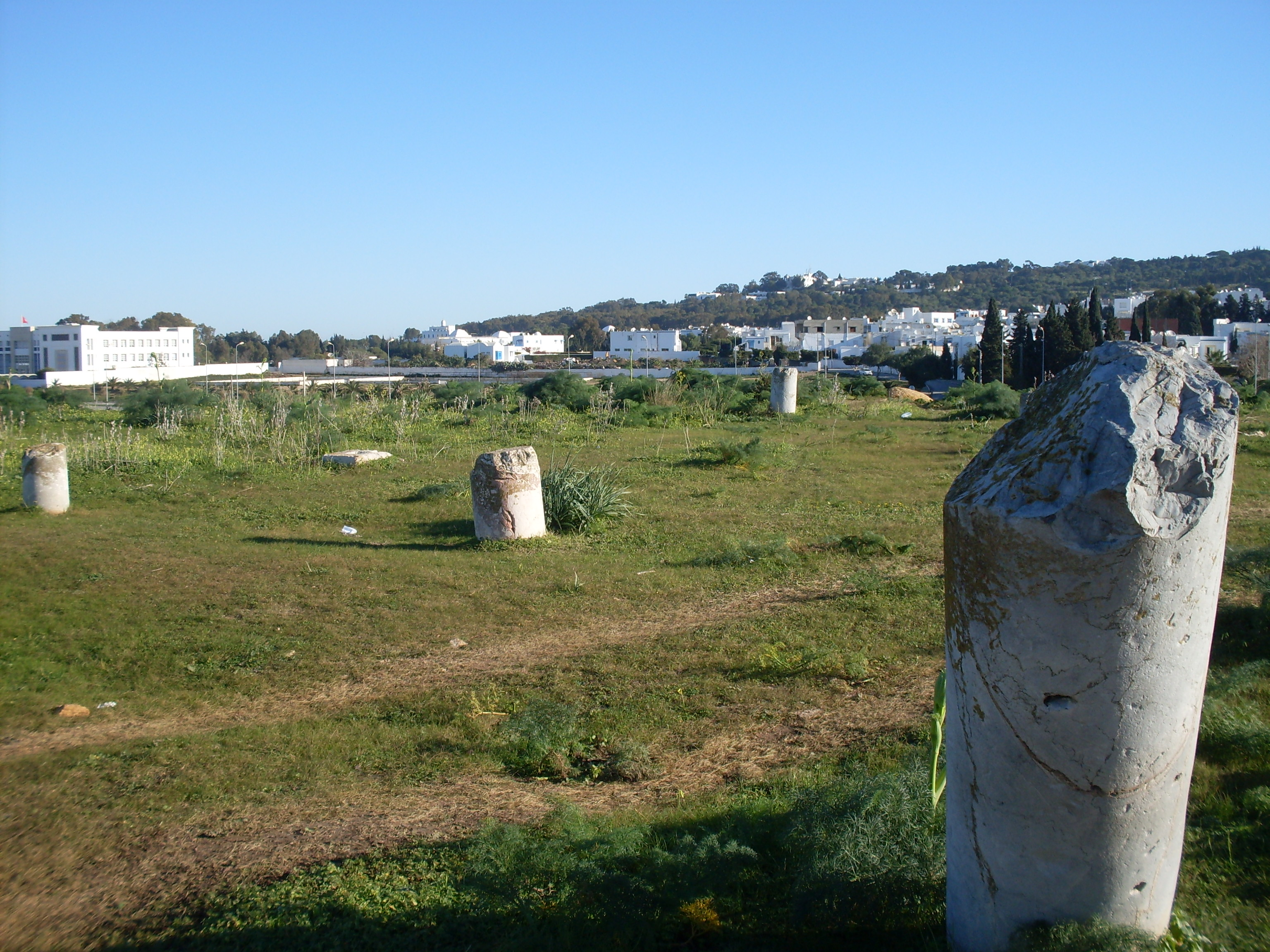
Restos de la basílica Majorum (también llamada de Meildfa) en Cartago, en donde se encontró una inscripción dedicada a las santas Perpetua y Felicidad.

En este período Cartago fue la sede episcopal más importante de toda el África romana y el obispo de Cartago se convirtió en primado y metropolitano de facto de África Proconsular, Bizacena, Numidia, Tripolitania y Mauritania, correspondiente a la mayor parte de la actual costa mediterránea y al interior del norte de África (incluso si en las provincias individuales el privilegio primordial pertenecía al obispo mayor de la provincia). Por este motivo la ciudad fue sede de numerosos concilios locales convocados para abordar las cuestiones eclesiales que se iban planteando. Los obispos de Cartago ejercieron una primacía real, aunque no formalizada, en la Iglesia africana primitiva. El papa León I confirmó el primado del obispo de Cartago en 446, diciendo: De hecho, después del obispo romano, el principal obispo y metropolitano de toda África es el obispo de Cartago. El primado provincial estaba asociado con el obispo principal de la provincia más que con una sede en particular y era de poca importancia en comparación con la autoridad del obispo de Cartago, a quien podía apelar directamente el clero de cualquier provincia. 
En ocasiones el título de patriarca se atribuía al obispo de Cartago, que sin embargo era meramente honorífico, porque de hecho Cartago siempre estuvo sujeta a la autoridad del obispo de Roma, con una importante excepción con motivo de la controversia de los lapsis, en la que Cartago apoyó el rigorismo.

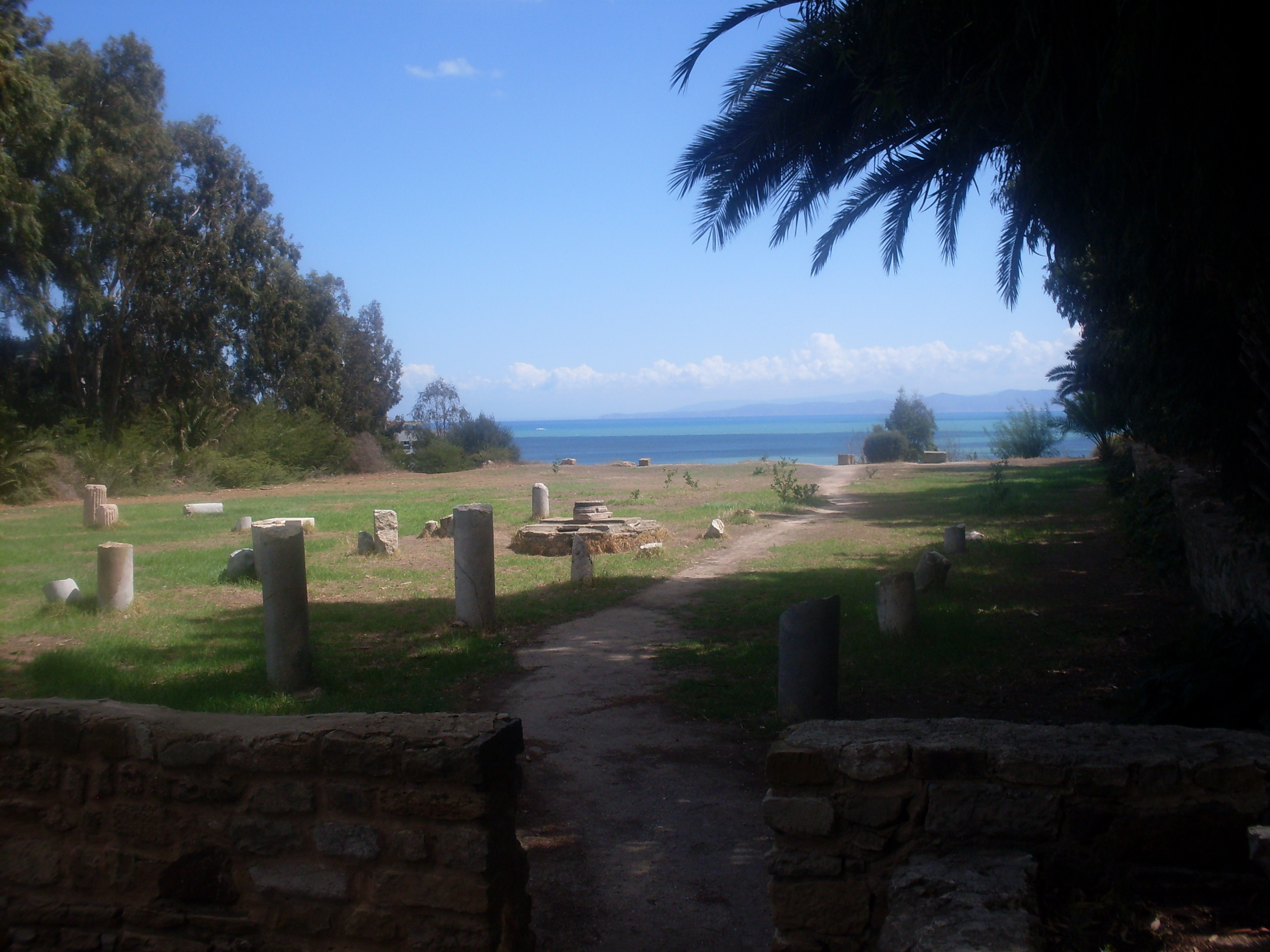
Restos de la basílica de San Cipriano, en Cartago, descubierta en 1915

La Iglesia de Cartago fue así para la Iglesia africana primitiva lo que la Iglesia de Roma fue para la Iglesia católica en Italia. La arquidiócesis usó el rito africano, una variante de los ritos litúrgicos occidentales en lengua latina, posiblemente un uso local del rito romano primitivo. 
En el siglo IV la diócesis se vio perturbada por la propagación de varias herejías: donatismo, arrianismo, maniqueísmo y pelagianismo. Durante un tiempo, los donatistas también dieron lugar a una jerarquía paralela. La controversia donatista comenzó en 313 entre los cristianos del norte de África. Los donatistas enfatizaron la santidad de la Iglesia y se negaron a aceptar la autoridad para administrar los sacramentos de aquellos que habían entregado las escrituras cuando estaban prohibidas bajo el emperador Diocleciano. Los donatistas también se opusieron a la participación del emperador Constantino el Grande en los asuntos de la Iglesia, en contraste con la mayoría de los cristianos que dieron la bienvenida al reconocimiento imperial oficial. La controversia ocasionalmente violenta se ha caracterizado como una lucha entre oponentes y partidarios del sistema romano. El crítico norteafricano más articulado de la posición donatista, que llegó a llamarse herejía, fue Agustín, obispo de Hipona. Aunque la disputa se resolvió mediante una decisión de una comisión imperial en el Concilio de Cartago (411), las comunidades donatistas continuaron existiendo hasta el siglo VI.
La invasión de los vándalos hacia finales de siglo, liderados por su rey arriano Genserico, marcó un período de opresión de la Iglesia, que volvió a florecer tras la conquista bizantina en 533. Posteriormente los emperadores apoyaron las herejías del monotelismo y la iconoclasia. Los obispos de Cartago, acérrimos partidarios de la ortodoxia, fueron exiliados.
Cartago siguió siendo una sede importante de la Iglesia latina hasta la conquista árabe de la ciudad tras la batalla de Cartago en 698. La ciudad fue saqueada y destruida por las fuerzas omeyas para evitar que fuera reconquistada por el Imperio bizantino. El nuevo centro regional musulmán se estableció en la inmediata ciudad de Túnez. Tras la conquista árabe, la diócesis de Cartago sufrió un declive, que puede asumirse con bastante lentitud, a partir de documentos que trazan una presencia cristiana desde el siglo VIII al XII y dan los nombres de dos obispos del siglo XI. Dos cartas del papa León IX de 27 de diciembre de 1053 muestran que la diócesis de Cartago todavía era una sede residencial. En cada una de las dos cartas, el papa León declaró que, después del obispo de Roma, el primer arzobispo y metropolitano principal de toda África era el obispo de Cartago (Primus archiepiscopus et totius Africae maximus metropolitanus est Carthaginiensis episcopus). El papa León agregó otra declaración sobre la posición del obispo de Cartago: ... y él no puede, por el bien de ningún obispo en toda África, perder el privilegio que recibido una vez por todas de la Santa Sede Romana y Apostólica, pero lo mantendrá hasta el fin del mundo, mientras se invoque allí el nombre de nuestro Señor Jesucristo, ya sea que Cartago esté desolada o que algún día resucite en gloria (nec pro aliquo episcopo in tota Africa potest perdere privilegium semel susceptum a sancta Romana et apostolica sede: sed obtinebit illud usque in finem saeculi).

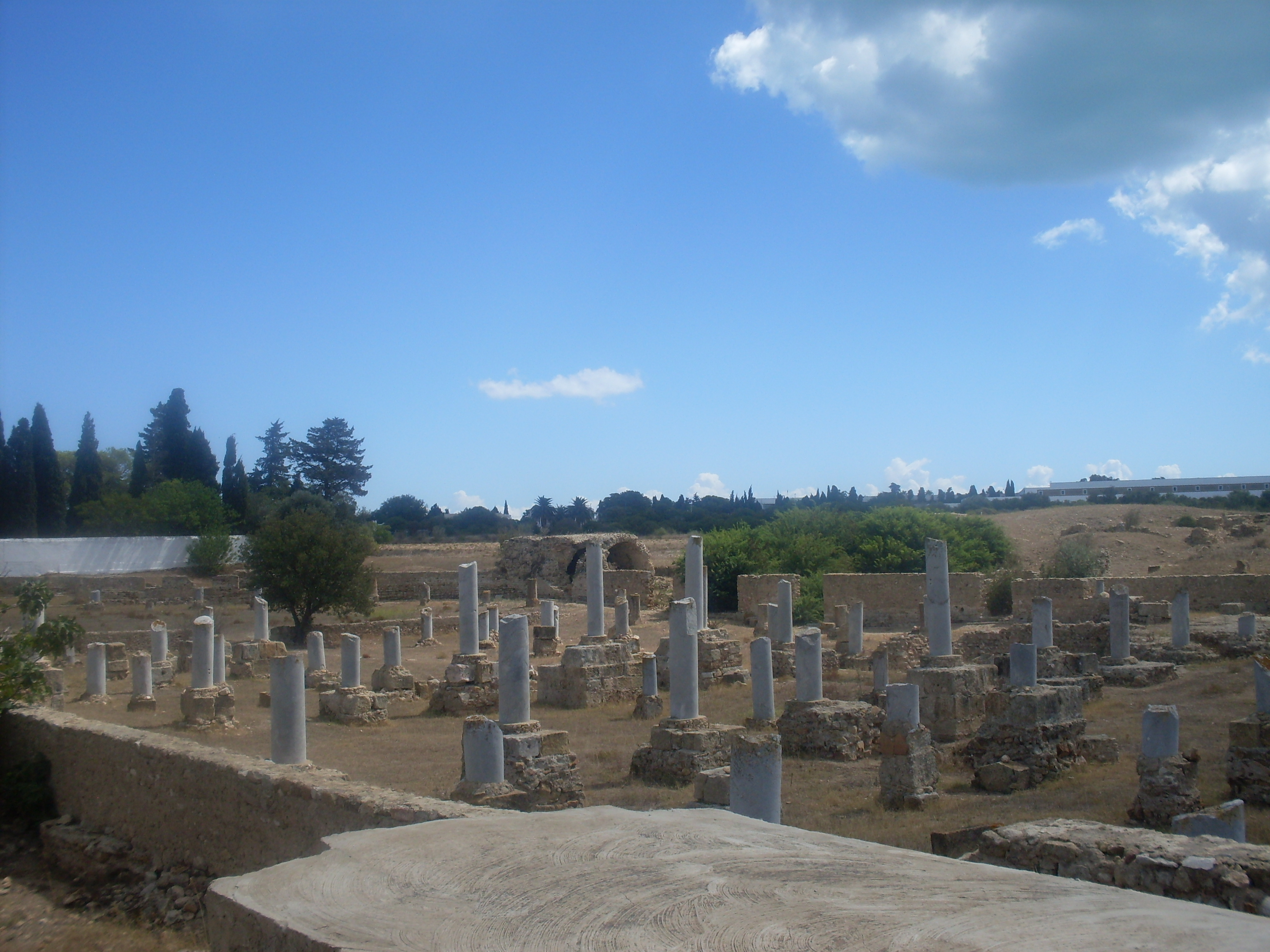
Restos de la basílica Damous El Karita de nueve naves, la más grande de Cartago, adornada con más de 100 columnas

El último obispo residente conocido, Ciriaco de Cartago, fue documentado en 1076 cuando fue encarcelado por los gobernantes árabes y el papa Gregorio VII le escribió una carta de consuelo. La Iglesia se extinguió gradualmente en Cartago junto con el dialecto latino local. La islamización de los cristianos parece haber sido rápida y los autores árabes les prestaron escasa atención. Se conocen tumbas de cristianos inscritas en latín y fechadas en los siglos X y XI. A finales del siglo X, el número de obispados en la región del Magreb era de 47, incluidos 10 en el sur de Túnez. En 1053 el papa León IX comentó que solo quedaban cinco obispados en África.
Algunos relatos primarios, incluidos los árabes del siglo X, mencionan las persecuciones de la Iglesia y las medidas adoptadas por los gobernantes musulmanes para reprimirla. En 1152 los gobernantes musulmanes ordenaron a los cristianos de Túnez convertirse o enfrentarse a la muerte. El único obispado africano mencionado en una lista publicada en 1192 por la Iglesia católica en Roma fue el de Cartago. El cristianismo nativo está atestiguado en el siglo XV, aunque no estaba en comunión con la Iglesia católica.
El obispo de la diócesis de Marruecos, Lope Fernández de Ain, fue nombrado jefe de la Iglesia de África, la única Iglesia oficialmente autorizada a predicar en el continente, el 19 de diciembre de 1246 por el papa Inocencio IV.

### Supresión y conversión en sede titular
La primera mención de un obispo in partibus infidelium con el título Carthaginen(sis) se remonta a 1519. Posteriormente no hay obispos con este título durante más de un siglo, hasta el nombramiento de Diego Requeséns, futuro obispo de Mazara del Vallo. Desde entonces, el título se otorgó regularmente hasta 1884.
En 1684 el papa Urbano VIII erigió la prefectura apostólica en Túnez en el territorio del eyalato otomano de Túnez, que el papa Gregorio XVI elevó a la condición de vicariato apostólico en 1843.
En 1881 Francia se apoderó del beylicato de Túnez y lo convirtió en el protectorado francés de Túnez. El 10 de noviembre de 1884 el papa León XIII con la bula Materna Ecclesiae caritas restauró la antigua arquidiócesis de Cartago y, en consecuencia, se suprimió el título in partibus y se le reconoció la primacía sobre África. Esta decisión se tomó sobre la base de la declaración del papa León IX en 1053. La nueva arquidiócesis tenía rango de sede metropolitana, aunque sin sufragáneas, y se extendía por los territorios del vicariato apostólico de Túnez, suprimido con la misma bula. El arzobispo metropolitano también gozó del título de primado de África. La catedral de San Luis, cuyas obras se iniciaron en 1884 en el sitio de Cartago, fue consagrada el 15 de mayo de 1890 bajo el protectorado francés de Túnez. 

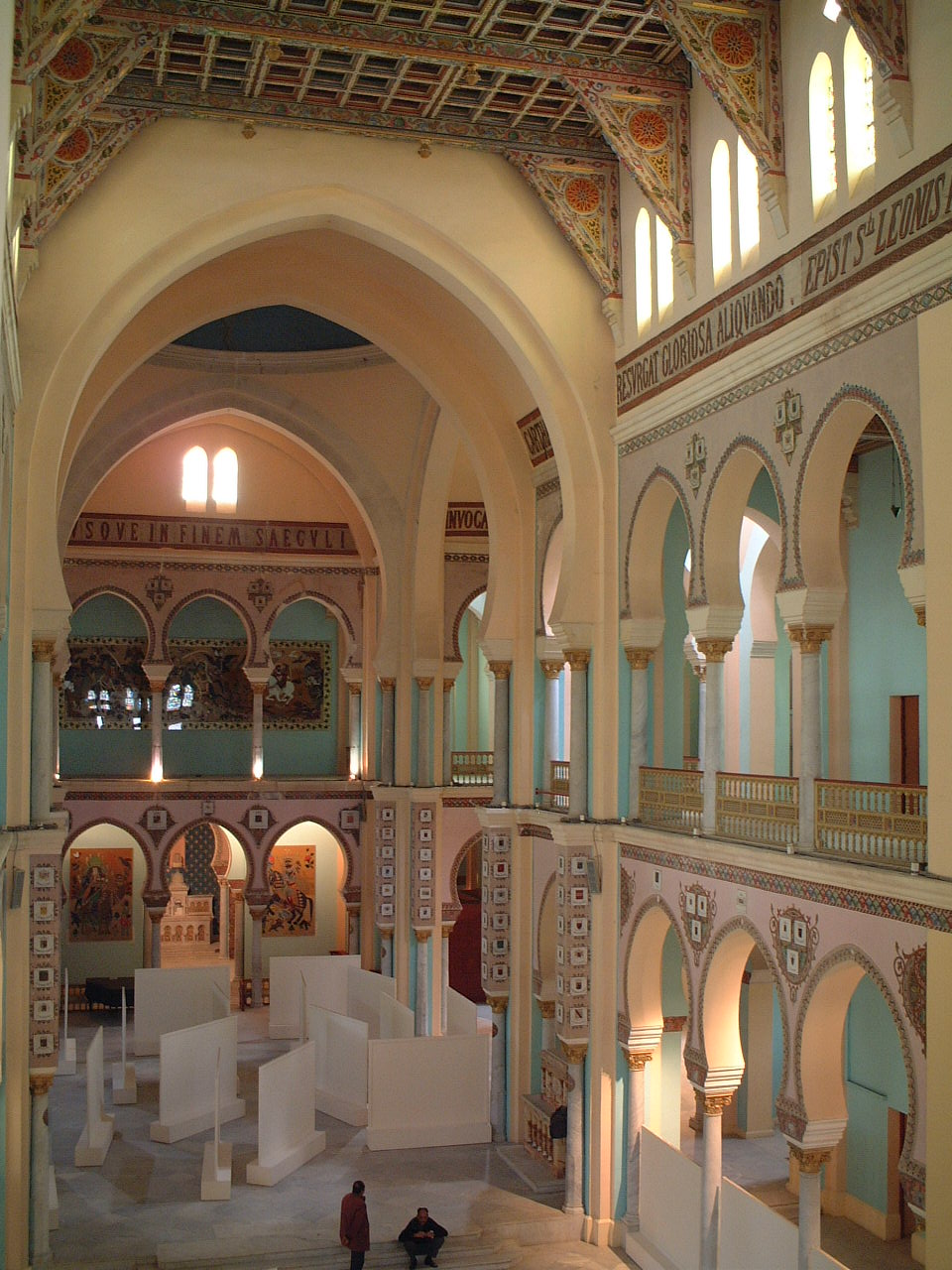
Interior de la catedral de San Luis en Cartago

El 20 de marzo de 1956 Túnez accedió a la independencia y los cristianos de Cartago quedaron de nuevo bajo dominio musulmán. Tras la descolonización y la salida de la mayoría de los cristianos de la región, en julio de 1964 la presión del presidente de la República de Túnez, Habib Bourguiba, logró cerrar todas las iglesias católicas del país, y obligó a la Santa Sede a acatar el tratado bilateral modus vivendi que regulaba el estatus legal de la Iglesia católica en Túnez de acuerdo con la constitución de 1959. De acuerdo a la nueva situación, mediante la bula Prudens Ecclesiae del papa Pablo VI del 9 de julio de 1964 la arquidiócesis de Cartago fue abolida y en su lugar se erigió la prelatura territorial de Túnez (desde 2010 arquidiócesis) y al mismo tiempo fue restablecida la sede titular. El modus vivendi prohibió a la Iglesia católica cualquier actividad política o misionera en Túnez y todas menos cinco de las más de setenta iglesias del país fueron transferidas al Estado, incluida la catedral de San Luis, mientras que el Estado, por su parte, prometió que los edificios solo serán utilizados en el interés público de acuerdo con su función anterior. La catedral de San Luis fue desacralizada y en 1993 fue convertida en un sitio para eventos culturales.
La nueva arquidiócesis titular de Cartago fue otorgada a Agostino Casaroli el 4 de julio de 1967 y quedó vacante desde el 30 de junio de 1979.
La Iglesia ortodoxa estuvo en comunión con la arquidiócesis de Cartago hasta al menos 1054 cuando se produjo el Cisma de Oriente. En el siglo XX la Iglesia ortodoxa de Alejandría incorporó a su jurisdicción todo el territorio de África y el 9 de diciembre de 1931 estableció la metrópolis cartaginesa con sede en Túnez para el territorio de los cuatro países del Magreb.

## Episcopologio

### Sede antigua
- San Crescente (?-~80)[23][24][25][26][27]
- San Epeneto (?-~115)[23][24][25][26][27]
- San Esperato (?-17 de julio de 180)[23][24][25][26][27]
- Optato † (mencionado en 203)[28]
- Agripino † (ca. 240)[5]
- Donato I † (?-248 falleció)[29]
- San Cipriano † (248-14 de septiembre de 258 falleció)
  - Máximo † (251-?) (obispo novaciano)[30]
  - Fortunato † (252-?) (antiobispo)[31]
- Luciano † (segunda mitad del siglo III)
- Carpoforo † (segunda mitad del siglo III)[32]
- Ciro † (segunda mitad del siglo III)[33]
- Mensurio † (antes de 303-circa 311 falleció)[34]
- Ceciliano † (311-después de 325)[35]
  - Maggiorino † (312-circa 313 falleció) (obispo donatista)[36]
  - Donato II † (circa 313-circa 350/355 falleció) (obispo donatista)[37]
- Rufo? † (mencionado en 337/340)[38]
- Grato † (antes de 343/344-después de 345/348)[39]
  - Parmeniano † (circa 350/355-circa 391 falleció) (obispo donatista)
- San Restituto † (mencionado en 359)[40]
- Geneclio † (antes de 390-7 de mayo de 390/393 falleció)
- San Aurelio † (antes del 8 de octubre de 393-después de 426)
  - Primiano † (circa 391-?) (obispo donatista)
  - Massimiano † (fines de 392-?) (obispo donatista disidente)
- Capreolo † (antes de 431-circa 435 falleció)[41]
- San Quodvultdeus † (circa 437-circa 454 falleció)[42]
- San Deogracia † (24 de octubre de 454[43]-fines de 457 o inicios de 458 falleció)
  - Sede vacante
- San Eugenio † (481[44]-505 falleció)
  - Sede vacante
- Bonifacio † (523-circa 535 falleció)
- Reparato † (535-552 depuesto)[45]
- Primoso o Primasiocirca 565 falleció)
- Publiano † (circa 565-después de 581)
- Domenico † (antes de julio de 592-después de 601)[46]
- Fortunio † (años 30 o 40 del siglo VII)
- Vittore † (16 de julio de 646-?)
- Stefano †[47]
- Tommaso † (mencionado en 1054)
- Ciriaco † (mencionado en 1076)

### Arzobispos titulares hasta 1884
- Bernardino de Monachelli, O.F.M. † (13 de mayo de 1519-?)[48]
- Bartolomé Pérez, O.S. † (18 de mayo de 1571-?)
- Diego Requeséns † (7 de septiembre de 1637-7 de octubre de 1647 nombrado arzobispo a título personal, de Mazara del Vallo)
- Scipione Costaguti † (6 de julio de 1648-?)
- Lorenzo Trotti † (11 de octubre de 1666-12 de diciembre de 1672 nombrado obispo de Pavía)
- Jacques-Nicolas de Colbert † (29 de abril de 1680-29 de enero de 1691 nombrado arzobispo de Rouen)
- Cornelio Bentivoglio † (16 de marzo de 1712-15 de abril de 1720 nombrado cardenal del título de San Jerónimo de los Croatas)
- Pietro Battista di Garbagnate, O.F.M. † (15 de junio de 1720-11 de abril de 1730 falleció)
- Antonio Balsarini † (26 de agosto de 1730-2 de enero de 1731 falleció)
- Francesco Girolamo Bona † (18 de julio de 1731-1750 falleció)
- Johann Joseph von Trautson † (7 de diciembre de 1750-12 de abril de 1751 por sucesión arzobispo de Viena)
- Cristoforo Migazzi †  (20 de septiembre de 1751-20 de septiembre de 1756 nombrado arzobispo a título personal, de Vác)
- Giuseppe Locatelli † (28 de enero de 1760-25 de noviembre de 1763 falleció)
- Matteo Gennaro Testa Piccolomini † (22 de diciembre de 1766-6 de abril de 1782 falleció)
- Ferdinando Maria Saluzzo † (13 de julio de 1784-23 de febrero de 1801 cardenal del título de Santa María del Popolo)
- Giovanni Devoti † (29 de mayo de 1804-18 de septiembre de 1820 falleció)
- Augustin-Louis de Montblanc † (27 de junio de 1821-26 de noviembre de 1824 por sucesión arzobispo di Tours)
- Filippo de Angelis † (15 de marzo de 1830-15 de febrero de 1838 por sucesión arzobispo a título personal, de Montefiascone)
- Michele Viale-Prelà † (12 de julio de 1841-28 de septiembre de 1855 nombrado arzobispo de Bologna)
- Salvatore (Pietro) Saba, O.F.M.Cap. † (25 de septiembre de 1862-28 de mayo de 1863 falleció)
- Lajos Haynald † (22 de septiembre de 1864-17 de mayo de 1867 nombrado arzobispo de Kalocsa)
- Pietro Rota † (12 de mayo de 1879-4 de noviembre de 1884 nombrado arzobispo titular de Tebe)

### Sede residencial restaurada (1884-1964)
- Charles-Martial-Allemand Lavigerie, M.Afr. † (10 de noviembre de 1884-26 de noviembre de 1892 falleció)[49]
- Barthélemy Clément Combes † (16 de junio de 1893-20 de febrero de 1922 falleció)
- Alexis Lemaître, M.Afr. † (20 de febrero de 1922 por sucesión-16 de mayo de 1939 falleció)
- Charles-Albert Gounot, C.M. † (16 de mayo de 1939 por sucesión-20 de junio de 1953 falleció)
- Paul-Marie-Maurice Perrin † (29 de octubre de 1953-9 de julio de 1964 nombrado prelado de Túnez[50])

### Arzobispos titulares desde 1964
- - Sede vacante (1964-1967) [48]
- Agostino Casaroli † (4 de julio de 1967-30 de junio de 1979 nombrado cardenal del título de Santos XII Apóstoles)
  - Sede vacante, desde 1979

### Por la arquidiócesis
- Cartago en Catholic Encyclopedia (en inglés)
- Cartagine, en la Enciclopedia Italiana Treccani (1931) (en italiano)
- Anatole Toulotte, Géographie de l'Afrique chrétienne. Proconsulaire, vol. I, Rennes-Paris, 1892, pp. 73–100 (en francés)
- Stefano Antonio Morcelli, Africa christiana, Volumen I, Brescia, 1816, pp. 48–58 (en latín)
- Joseph Mesnage, L'Afrique chrétienne, París, 1912, pp. 1–19 (en francés)
- Auguste Audollent, Carthage romaine, Paris, 1901, pp. 435–623 e 827-828 (en francés)
- Pius Bonifacius Gams, Series episcoporum Ecclesiae Catholicae, Graz, 1957, p. 463 (en latín)

### Por la sede titular
- Konrad Eubel, Hierarchia Catholica Medii Aevi, vol. 3, p. 155; vol. 4 Archivado el 4 de octubre de 2018 en Wayback Machine., p. 136; vol. 5, pp. 144–145; vol. 6, pp. 149–150 (en latín)

- Datos: Q1045755
- Multimedia: Archdiocese of Carthage / Q1045755